# Eli Heil
Eli Malvina Heil (1929, Palhoça) - (10/09/2017, Florianópolis) foi uma artista plástica brasileira.
Viveu a infância e a juventude no município vizinho de Santo Amaro da Imperatriz, tornando-se professora de educação física. Oportunamente mudou-se para Florianópolis, onde lecionou em um colégio da capital, antes de dedicar-se integralmente à atividade artística.
Pintora, desenhista, escultora, ceramista, tapeceira e poeta, participou de inúmeras exposições no Brasil e no exterior.[carece de fontes?]
Realizou um trabalho único, de difícil classificação, que na XVI Bienal Internacional de São Paulo foi catalogado como "arte incomum" (art brut): “A arte para mim é a expulsão dos seres contidos, doloridos, em grandes quantidades, num parto colorido”.
Em seu processo de criação utilizou os mais diversos materiais, como saltos de sapato, tubos de tinta e canos de PVC, entre outros, e inventou inúmeras técnicas.
Sua obra constitui-se de mais de dois mil trabalhos e seu acervo pode ser visitado no Museu O Mundo Ovo de Eli Heil, que fica situado em Santo Antônio de Lisboa, na rodovia SC-401, em Florianópolis.
Faleceu em Florianópolis. Ela sofria há anos de asma e tinha crises respiratórias severas. Teve uma parada cardiorrespiratórias e não resistiu.